# Kongres katolików w Monachium
Kongres katolików w Monachium – pierwsze generalne i formalne spotkanie przedstawicieli ruchów starokatolickich w dniach 22–24 września 1871 roku, mające dać przyczynek do powstania niezależnych krajowych Kościołów katolickich.
Kongres katolików w Monachium zgromadził ponad 300 delegatów z Niemiec, Austrii i Szwajcarii. Obecni byli również goście z Kościołów: rosyjsko–prawosławnego, anglikańskiego i ewangelickiego, a także z Kościoła Utrechckiego. Główny nacisk położono na dyskusję podczas trzech zamkniętych posiedzeń delegatów, natomiast obydwa zgromadzenia publiczne w Pałacu Szklanym, w których uczestniczyło ponad 8 tys. osób miały raczej charaktery manifestacji zewnętrznej.
Ważne znaczenie miał przede wszystkim przyjęty przez zgromadzenie delegatów „Program Monachijski”, który zgodnie z oświadczeniami wydanymi w Norymberdze i w Zielone Świątki w Monachium zawierał zasady i wnioski, na których podstawie ruch miał zbudować swą dalszą działalność. Program zawierał siedem następujących punktów:
1. Pozostajemy przy starej wierze katolickiej, taka jaka jest ona poświadczona w Piśmie Świętym i Tradycji, jak również przy starym kulcie katolickim.
2. Pozostajemy przy starym ustroju Kościoła. Odrzucamy każdą próbę odsunięcia biskupów od bezpośredniego i samodzielnego kierowania poszczególnymi Kościołami. Dlatego odrzucamy oba dekrety watykańskie.
3. W oparciu o naukę, dążymy do reformy Kościoła w duchu starego Kościoła oraz do współdziałania ludu w sprawach kościelnych.
4. Przy kształceniu kleru katolickiego uznajemy za nieodzowne wprowadzenie wykształcenia naukowego (przeciwstawiamy się kształceniu wyłącznie seminaryjnemu).
5. Popieramy konstytucje naszych państw, które gwarantują wolność obywatelską i kulturalną, i z tego też powodu odrzucamy papieskie biskupstwo uniwersalne.
6. Wyrażamy przekonanie, że tylko wtedy będzie możliwy w Kościele pokój i rozkwit, zgoda oraz właściwy stosunek do społeczeństwa, gdy zostanie położony kres działalności zakonu jezuitów.
7. Jako członkowie Kościoła katolickiego, podtrzymujemy nasze roszczenia do wszystkich realnych dóbr i tytułów własności Kościoła.

Problem polegał na tym, jak należy zrealizować ten program. Fryderyk von Schulte postawił wniosek, aby „we wszystkich miejscowościach, gdzie zachodzi taka potrzeba i gdzie znajdują się ludzie, zorganizować regularną pracę duszpasterską (...), a gdy nadejdzie właściwy moment, również regularną jurysdykcję biskupa”. Wnioskowi temu, którego celem było zakładanie samodzielnych parafii starokatolickich i własnej diecezji, przeciwstawił się I. von Döllinger, wysuwając zarzut, że w ten sposób przekroczy się granice stanu konieczności. Nie należy stawiać „parafii przeciw parafii, ołtarza przeciw ołtarzowi”. Jego zdaniem starokatolicki opór należy kontynuować wewnątrz rzymskokatolickiej struktury jurysdykcyjnej, w formie publicystyczno–literackiego ruchu protestacyjnego. Przyjęto jednak wniosek Fryderyka von Schulte, postulujący zakładanie własnych parafii.